# Lithobius mroczkowskii
Lithobius mroczkowskii är en mångfotingart som beskrevs av Matic 1970. Lithobius mroczkowskii ingår i släktet Lithobius och familjen stenkrypare. Inga underarter finns listade i Catalogue of Life.